# Friedrich Hund
Friedrich Hund, född 4 februari 1896 i Karlsruhe, död 31 mars 1997 i Göttingen, var en tysk fysiker.
Efter studier i Marburg och Göttingen blev Friedrich Hund professor i Rostock 1927, ordinarie professor där 1928 och professor i Leipzig 1929. Hund utförde inom atomfysiken grundläggande arbeten över atomernas spektra och deras systematik och visade bland annat hur man på grundval av vektormodelluppfattningen kunde härleda atomspektra. Senare kom Hund i flera arbeten även att behandla teorin för molekylernas och deras spektras byggnad. Hund författade bland annat Linienspektren und periodisches System der Elemente (1927) och Allgemeine Quantenmechanik des Atom- und Molekülbaues (i Handbuch der Physik, utgiven av Hans Geiger och Karl Scheel, 24:1, 2:a upplagan 1933).